# Zoar (Flensburg)

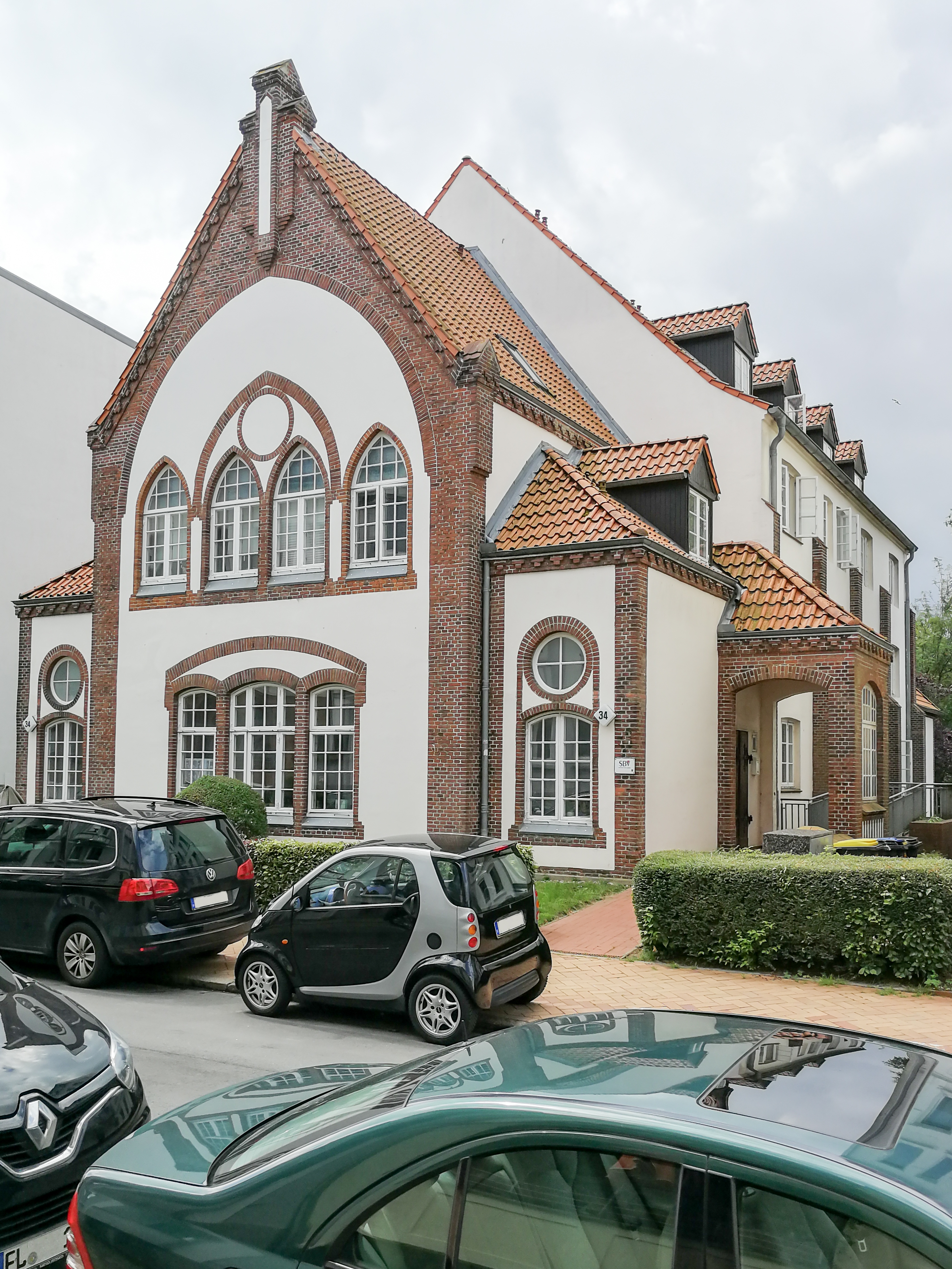
Die zum Wohnhaus umgebaute Kapelle (2021)

Ehemalige baptistische Zoar-Kapelle (vor 1914)

Zoar in Flensburg ist ein ehemaliges baptistisches Kapellengebäude, das heute als Wohngebäude dient und zu den Kulturdenkmalen der Stadt gehört.

## Geschichte
Am 1. Oktober 1899 konstituierte sich die Baptistengemeinde Flensburg als selbständige Gemeinde des Bundes deutscher Baptistengemeinden (heute: Bund Evangelisch-Freikirchlicher Gemeinden (Baptisten und Brüdergemeinden)). Sie war vorher ein Zweig der Baptistengemeinde Schleswig. Ihre erste Kapelle hatten die Flensburger Baptisten bereits 1893 bezogen. Sie befand sich in einem Hinterhof der Marienstraße 61 und wurde im Laufe ihrer Geschichte mehrfach umgebaut, erweitert und umgenutzt. Sie ist aber bis heute in ihrer wesentlichen Bausubstanz erhalten.
1905 errichtete die Gemeinde an der Brixstraße 34 eine neue Kirche. Ausführende waren der Bautechniker H. G. Rohweder und der Bauunternehmer Chr. Fürstenberg. Das Gotteshaus, das sich in seiner äußeren Architektur durch einen dekorativen Wechsel von Backstein und Putz auszeichnet, besaß ursprünglich noch einen auffälligen Dachreiter zur Hangseite hin. Die Bauherren gaben der neu errichteten Kirche den Namen Zoar, beziehungsweise Zoar-Kapelle. Dieser Name leitet sich von der in der im Alten Testament erwähnten Stadt Zoar her und bedeutet übersetzt „Kleiner Ort“. Die Baptisten gaben nach der Errichtung der Zoar-Kapelle ihr bisheriges Gemeindehaus auf.
In einem ausführlichen Bericht über die Einweihung der Zoar-Kapelle schrieben die Flensburger Nachrichten in ihrer Ausgabe vom 10. Dezember 1905 zum Kirchbau unter anderem: „Die Kapelle, die eine Zierde der östlichen Höhe bildet, [...]“ kostete 57000 Mark. Die Baukosten „wurden von der 170 Mitglieder zählenden hiesigen Gemeinde selber aufgebracht. Eins dieser Mitglieder spendete für sich allen 10000 Mark. Das Innere der Kapelle ist einfach, aber geschmackvoll und praktisch gehalten. Der hohe Hauptraum, von dessen gewölbter Decke ein Kronleuchter herabhängt, kann durch die Beseitigung einer hölzernen Rollwand mit dem kleineren, werktäglichen Gebetsandachten und Versammlungen dienenden Saal zu einem Raum vereinigt werden. Beide Räume zusammen enthalten gegen 500 Sitzplätze.“ Auch die Sängerempore, auf der sich auch die Orgel befand, werden in dem Bericht erwähnt. Das Baptisterium, ein mit „weißen Kacheln ausgelegtes“ Bassin, wurde unter der Kanzel im Fußboden eingelassen.
1940 ging der Kapellenbau in der Brixstraße in den Besitz der Stadt Flensburg über und diente zeitweise als Soldatenquartier und Flüchtlingsunterkunft. Durch das Explosionsunglück im Juni 1945 wurde der Dachreiter zerstört. Das beschädigte Gebäude wurde 1949 zu einem dreigeschossigen Wohnhaus umgebaut. In den ehemaligen Kapellenraum wurde dabei offenbar ein weiteres Stockwerk eingezogen und das Dach ausgebaut. Außerdem wurden die vorhandenen stichbogigen Öffnungen und spitzbogigen Fenster beseitigt. 1992/93 wurde das Gebäude grundlegend saniert.

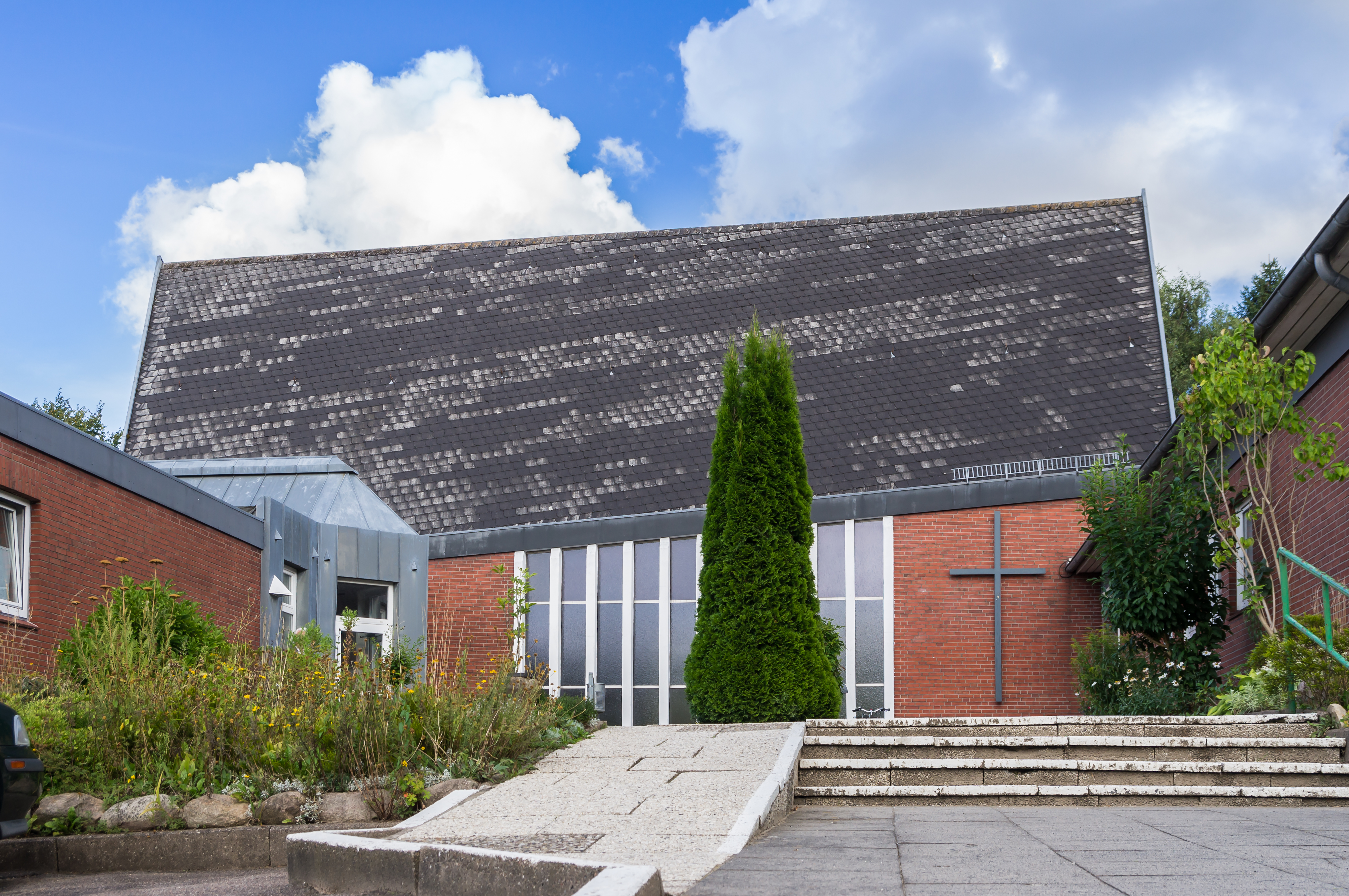
Heutige Baptistenkirche, Bismarckstraße 110

Das heutige Gemeindezentrum der Flensburger Baptisten befindet sich in der Bismarckstraße 110. Es wurde 1969/70 errichtet.

## Mit der Baptistengemeinde Flensburg verbundene Personen (Auswahl)
- Friedrich Wilhelm Simoleit (1873–1961), erster Pastor der Flensburger Baptisten (bis zum 1. Oktober 1900), späterer Direktor der Kamerunmission sowie Mitglied verschiedener Leitungsgremien des deutschen Baptistenbundes sowie des Baptistischen Weltbundes. Er war außerdem Verfasser vieler volkstümlicher Missionsschriften.[8]
- Heinrich Fiehler (1858–1945), Pastor und Pionier der baptistischen Bewegung in Bayern. Fiehler war Gemeindepastor in Flensburg von 1914 bis 1922. Sein Sohn Hans Fiehler war Hauptbeteiligter beim sogenannten Illegalen Flaggentausch in Flensburg.[9]